# Italienische Heraldik
In der italienischen Heraldik ist der französische und deutsche Einfluss der Wappenkunst gegenwärtig.
Ausgeprägter Helmschmuck durch Federn anstelle von Helmdecken dominiert über dem Wappen.
Die Wappenbilder zeigen vermehrt antike, mythologische und allegorische Wappenfiguren, die auch bei den Schildhaltern sich wiederfinden. Architektonische Wappenbilder sind schon seit der Frühzeit der Heraldik beliebt. Die Entwicklung der Heraldik in Italien über die Jahrhunderte hatte als Grundlage immer die Machtentfaltung des Adels. Die vielen Kleinstaaten, beziehungsweise die Stadtstaaten, waren der heraldischen Vorliebe der Päpste und Kardinäle ausgeliefert. Hierdurch hat sich auch die kirchliche Heraldik voll entwickeln können und ihre höchste Vollendung erfahren.
Viele Wappen unterscheiden sich nur geringfügig. Das ist auf die fehlende Kontrolle durch italienische amtliche Einrichtungen wie dem Heroldsamt zurückzuführen. So schreibt Wolfgang Leonhard in seinem Buch der Wappenkunst: „Die Folge ist die Häufung einfacher, sehr ähnlicher, sogar identischer Wappen mit einfachen Schildteilungen, Kreuzen und schlichten Figuren in zwar unterschiedlicher, gelegentlich aber auch gleicher Farbgebung, jedoch ohne zusätzliche und unterscheidende Nebenfiguren.“
Als Besonderheit sind die spezifischen Schildformen zu nennen. Häufig ist die Tartsche (bereits im 14. Jahrhundert nachweisbar) und die Pavese verwendet worden. Auch der Rossstirnschild hat sich am längsten als Wappenbildträger gehalten. Wappenschilde werden auch gestreckt, um ein Schildhaupt einzufügen, auf dem das sogenannte Parteizeichen als Sympathiebeweis gestellt wurde.
Von der Königskrone bis zur Mauerkrone, wie auch sonstige Rangkronen werden über den Schild bei Städtewappen gestellt. Zwei Rangkronen können auch gleichzeitig und unterschiedlich geführt werden. Der Helm ist untergeordnet und die verschiedene Helmtypen legen eine gewisse Rangordnung fest, aber systemlos. Verwendet werden Visierhelme und Bügelhelme, die auch in Metall tingiert werden.
Die Helmdecken sind schwungvoll dargestellt. Rangkronen werden auf dem Helm auf einem Helmwulst gesetzt. Der Hochadel hat den Wappenmantel mit Rangkrone für sich entdeckt.
Bei den Kommunalwappen wird in der Neuzeit nahezu immer ein Zweig links und rechts des Schildes oder ein Kranz um den Schild gelegt. Geschmückt wird das bisweilen mit einem Band. Viele italienische Wappen haben auf dem oberen Schildrand einen Querstab liegen, an dem der den Schild umgebende Laubkranz rechts und links mit Bändern hängend befestigt wird.
In der italienischen Stadtheraldik findet sich häufig das Georgskreuz. Manche Heraldiker bezeichnen es als „savoyisches Heroldskreuz“. Die Besonderheit ist, dass viele Stadtwappen mit dem Kreuz gleich gestaltet sind. Genua, Mailand und Padua in Silber das rote Kreuz, aber Modena und Parma nutzen in Gold ein blaues.

## Einzelnachweis
1. ↑  Milan Buben: Heraldik. Albatros, Praha 1987, DNB 206884745.